# Salicin

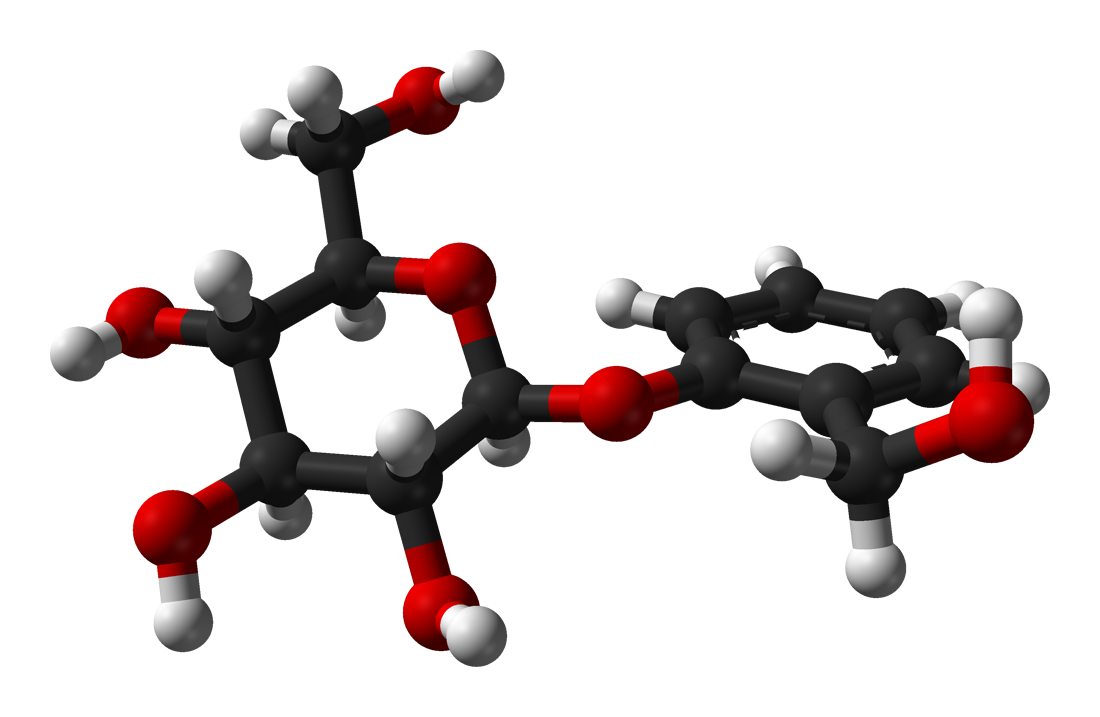
Kul- och pinnmodell av salicin.

Salicin är en kemisk förening som kan utvinnas ur flera salixarters innerbark och blad‚ även från poppelsläktet. Det är en glukosid och en fenolester
Ämnet renframställdes första gången av Johann Andreas Buchner 1828. Det kan användas till exempelvis garvning av läder.
Ämnet smakar beskt. Vid förtäring spjälkas salicin först i tarmarna till  salicylalkohol och sedan i levern till glukos och salicylsyra  (2-hydroxibensoesyra) vilket är antiseptiskt och febernedsättande.
| Lösningsmedel | Temperatur (°C) | Löslighet (g/l) |
| ------------- | --------------- | --------------- |
| Baser         |                 | Ja              |
| Dietyleter    |                 | Olösligt        |
| Etanol        | 60              | 33              |
| Kloroform     |                 | Olösligt        |
| Pyridin       |                 | Ja              |
| Vatten        | 25              | 40              |
| Ättiksyra     |                 | Ja              |